# Canton de l'Île-Rousse
Le canton de l'Île-Rousse est une division administrative française située dans le département de la Haute-Corse et la collectivité territoriale de Corse.

## Histoire
- À partir de 1800, L'Île-Rousse fait partie du canton de Sant'Angelo, dont le chef-lieu est Corabara, puis L'Île-Rousse en 1828. Sous la Restauration et la monarchie de Juillet, l'hégémonie sur le canton est partagée entre deux personnalités marquantes de la Corse d'alors. Le premier, Antoine-Jean Pietri (époux de Maria Antonia Dionisia Leonetti, petite-nièce, filleule et légataire universelle de Pascal Paoli), initialement maire de la commune de Monticello, siège au Conseil général du département de la Corse, sans interruption de 1816 à 1855, d'abord pour le canton de Sant'Angelo, puis pour celui de L'Île-Rousse.

- De 1833 à 1848, les cantons d'Algajola et de L'Ile-Rousse avaient le même conseiller général. Le nombre de conseillers généraux était limité à 30 par département[2].

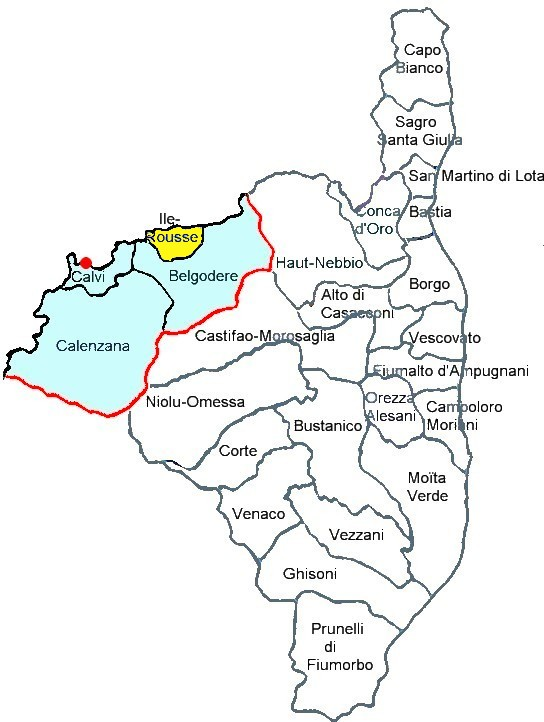
Localisation du canton de l'Île-Rousse avant 2015

- Le décret du 26 février 2014 qui entre en vigueur lors des élections départementales de mars 2015, modifie les limites du canton qui passe de 6 à 21 communes, issues des cantons de Belgodère et du Haut-Nebbio, cependant que Sant'Antonino rejoint le canton de Calvi[1].

## Géographie
Ce canton est organisé autour de L'Île-Rousse dans l'arrondissement de Calvi.

## Représentation

### Conseillers généraux de 1833 à 2015
| Période                                  | Période           | Identité                                                                | Étiquette                | Qualité                                                                                       |
| ---------------------------------------- | ----------------- | ----------------------------------------------------------------------- | ------------------------ | --------------------------------------------------------------------------------------------- |
| 1833                                     | 1842              | Antoine Jean Piétri (1788-1856)                                         | Majorité Dynastique      | Propriétaire à Monticello, maire de L'Île-Rousse, Colonel de la Garde Nationale de la Corse   |
| 1842                                     | 1845              | Arrigo Pierre Arrighi                                                   |                          | Propriétaire à Speloncato                                                                     |
| 1845                                     | 1852              | Antoine Jean Pietri                                                     |                          | Propriétaire à Monticello                                                                     |
| 1852                                     | 1855              | Pierre-Napoléon Bonaparte (1815-1881)                                   |                          | Propriétaire à Canino                                                                         |
| 1855                                     | 1870              | Jean Piccioni                                                           |                          | Propriétaire, rentier à L'Île-Rousse Consul de Sa Majesté britannique                         |
| 1870                                     | 1886              | Jean-Baptiste Franceschini-Pietri (arrière-petit-neveu de Pascal Paoli) | Bonapartiste             | Secrétaire particulier de Napoléon III Auditeur au Conseil d'État                             |
| 1886                                     | 1892              | Sébastien Savelli                                                       | Républicain              | Conseiller à la Cour d'Appel de Bastia                                                        |
| 1892                                     | 1910              | Rodolphe Santelli                                                       | Républicain              | Docteur en médecine à L'Île-Rousse Député (1906-1910)                                         |
| 1910                                     | 1928              | Jean Salvini                                                            | Républicain Parti Landry | Maire de Santa-Reparata-di-Balagna                                                            |
| 1928                                     | 1940              | Hector de Galard de Brassac de Béarn (1883-1955)                        | URD Parti Piétri         | Officier de marine                                                                            |
|                                          |                   |                                                                         |                          |                                                                                               |
| 1945                                     | 1949              | Fernand Orticoni (1909-1988)                                            | SFIO puis RPF            | Industriel, propriétaire à Corbara                                                            |
| 1949                                     | 1955              | Antoine Mariotti                                                        | SFIO                     | Vice-Président de la chambre de commerce de Marseille                                         |
| 1955                                     | 1957 (décès)      | M. Olivi                                                                | Rad.                     |                                                                                               |
| 1957                                     | 1967              | Alexandre Mattei                                                        | Rad.-FGDS                | Directeur au ministère des Anciens combattants Suppléant du député Pascal Arrighi (1958-1962) |
| 1967                                     | 1969 (annulation) | Jean Alfonsi                                                            | UDR                      | Conseiller technique au Ministère des Affaires Etrangères                                     |
| 1967                                     | 1974 (décès)      | Antoine Capiassi (1919-1974)                                            | Rad. puis MRG            | Ancien résistant Maire de Santa-Reparata-di-Balagna                                           |
| 1974                                     | 1985              | Antoine Savelli                                                         | MRG                      | Maire de Santa-Reparata-di-Balagna                                                            |
| 1985                                     | 1992              | Toussaint Fondacci                                                      | RPR                      | Entrepreneur à Santa-Reparata-di-Balagna                                                      |
| 1992                                     | 2015              | Hyacinthe Mattei                                                        | PS                       | Commerçant 4e vice-président du Conseil général Maire de Monticello (2001-2014)               |
| Les données manquantes sont à compléter. |                   |                                                                         |                          |                                                                                               |

### Conseillers d'arrondissement (de 1833 à 1940)
Le canton de l'Île-Rousse avait deux conseillers d'arrondissement.
| Période                                  | Période      | Identité                              | Étiquette    | Qualité |
| ---------------------------------------- | ------------ | ------------------------------------- | ------------ | --- |
| 1833                                     | 1836         | Joseph Sébastien Savelli (1772-1850)  |              | Propriétaire à Sant'Antonino                                                                                |
| 1833                                     | 1839         | Gio Ambroggio Suzzoni                 |              | Négociant, L'Île-Rousse                                                                                     |
|                                          |              |                                       |              | |
| 1852                                     | ap.1870      | Jean-Noël Battestini                  |              | |
| 1852                                     | 1864         | Juste Graziani                        |              | Maire de Monticello                                                                                         |
| 1864                                     | ap.1870      | Jean-Thomas Vincenti                  |              | Juge de paix à L'Île-Rousse                                                                                 |
|                                          |              |                                       |              | |
| avant 1877                               |              | Angelo Achille Blasini (1822-1893)    |              | Propriétaire - Maire de L'Île-Rousse (1871-1878 et 1882-1893), Président du Conseil d'arrondissement        |
| avant 1877                               |              | Antoine Pinzuti                       |              | Maire de Feliceto                                                                                           |
| avant 1883                               |              | Pierre Muzio-Olivi                    |              | Entrepreneur, propriétaire à L'Île-Rousse                                                                   |
|                                          |              |                                       |              | |
|                                          |              |                                       |              | |
| 1901                                     |              | M. Francisci                          |              | |
| 1901                                     | 1906 (décès) | Jean-Baptiste Muzio-Olivi (1832-1906) |              | Maître au cabotage, capitaine marin puis retraité, L'Île-Rousse, Président du Tribunal de commerce          |
|                                          |              |                                       |              | |
| 1919                                     |              | Jean-Baptiste Savelli                 |              | |
| 1919                                     |              | Jules Fioravanti                      |              | Négociant et notaire à L'Île-Rousse                                                                         |
|                                          |              |                                       |              | |
| 1937                                     | 1940         | M. Mariani                            | Parti Landry | |
| 1937                                     | 1940         | M. Battesti                           | Parti Pietri | |
| 1940                                     |              |                                       |              | Les conseils d'arrondissement ont été suspendus par la loi du 12 octobre 1940 et n'ont jamais été réactivés |
| Les données manquantes sont à compléter. |              |                                       |              | |

### Conseillers départementaux de 2015 à 2017
| Période élective | Période élective | Mandat | Mandat | Identité             | Nuance | Nuance | Qualité                                                         |
| ---------------- | ---------------- | ------ | ------ | -------------------- | ------ | ------ | --------------------------------------------------------------- |
| 2015             | 2021             | 2015   | 2017   | Pierre Marie Mancini |        | DVG    | Ancien conseiller général du Canton de Belgodère Maire de Costa |
| 2015             | 2021             | 2015   | 2017   | Antoinette Salducci  |        | DVG    | Conseillère municipale de L'Île-Rousse                          |

Lors des élections départementales de 2015, le binôme composé de Pierre-Marie Mancini et Antoinette Salducci (DVG) est élu au 1er tour avec 54,26 % des suffrages exprimés, devant le binôme composé de Angèle Bastiani et Hyacinthe Mattei (PS) (39,32 %). Le taux de participation est de 77,32 % (6 235 votants sur 8 064 inscrits) contre 56,69 % au niveau départementalet 50,17 % au niveau national.

## Composition

### Composition avant 2015
Le canton de l'Île-Rousse regroupait six communes.
| Nom                       | Code Insee | Codepostal  | Superficie (km2) | Population (dernière pop. légale) | Densité (hab./km2) |
| ------------------------- | ---------- | ----------- | ---------------- | --------------------------------- | ------------------ |
| L'Île-Rousse (chef-lieu)  | 2B134      | 20220       | 2,50             | 3 740 (2012)                      | 1 496              |
| Corbara                   | 2B093      | 20220 20256 | 10,19            | 981 (2012)                        | 96                 |
| Monticello                | 2B168      | 20220       | 10,64            | 1 740 (2012)                      | 164                |
| Pigna                     | 2B231      | 20220       | 2,21             | 100 (2012)                        | 45                 |
| Sant'Antonino             | 2B296      | 20220       | 4,10             | 107 (2012)                        | 26                 |
| Santa-Reparata-di-Balagna | 2B316      | 20220       | 10,16            | 1 007 (2012)                      | 99                 |

### Composition après 2015
Le nouveau canton de l'Île-Rousse comprend vingt-et-une communes.
| Nom                                  | Code Insee | Intercommunalité             | Superficie (km2) | Population (dernière pop. légale) | Densité (hab./km2) | Modifier                                    |
| ------------------------------------ | ---------- | ---------------------------- | ---------------- | --------------------------------- | ------------------ | ------------------------------------------- |
| L'Île-Rousse (bureau centralisateur) | 2B134      | CC de l'Île-Rousse - Balagne | 2,50             | 3 213 (2022)                      | 1 285              | modifier les données · modifier les données |
| Belgodère                            | 2B034      | CC de l'Île-Rousse - Balagne | 13,01            | 773 (2022)                        | 59                 | modifier les données · modifier les données |
| Corbara                              | 2B093      | CC de l'Île-Rousse - Balagne | 10,19            | 942 (2022)                        | 92                 | modifier les données · modifier les données |
| Costa                                | 2B097      | CC de l'Île-Rousse - Balagne | 1,09             | 49 (2022)                         | 45                 | modifier les données · modifier les données |
| Feliceto                             | 2B112      | CC de l'Île-Rousse - Balagne | 15,25            | 233 (2022)                        | 15                 | modifier les données · modifier les données |
| Lama                                 | 2B136      | CC de l'Île-Rousse - Balagne | 19,92            | 152 (2022)                        | 7,6                | modifier les données · modifier les données |
| Mausoléo                             | 2B156      | CC de l'Île-Rousse - Balagne | 19,43            | 25 (2022)                         | 1,3                | modifier les données · modifier les données |
| Monticello                           | 2B168      | CC de l'Île-Rousse - Balagne | 10,64            | 2 057 (2022)                      | 193                | modifier les données · modifier les données |
| Muro                                 | 2B173      | CC de l'Île-Rousse - Balagne | 7,92             | 248 (2022)                        | 31                 | modifier les données · modifier les données |
| Nessa                                | 2B175      | CC de l'Île-Rousse - Balagne | 5,86             | 124 (2022)                        | 21                 | modifier les données · modifier les données |
| Novella                              | 2B180      | CC de l'Île-Rousse - Balagne | 30,23            | 80 (2022)                         | 2,6                | modifier les données · modifier les données |
| Occhiatana                           | 2B182      | CC de l'Île-Rousse - Balagne | 12,62            | 245 (2022)                        | 19                 | modifier les données · modifier les données |
| Olmi-Cappella                        | 2B190      | CC de l'Île-Rousse - Balagne | 51,10            | 187 (2022)                        | 3,7                | modifier les données · modifier les données |
| Palasca                              | 2B199      | CC de l'Île-Rousse - Balagne | 49,56            | 190 (2022)                        | 3,8                | modifier les données · modifier les données |
| Pigna                                | 2B231      | CC de l'Île-Rousse - Balagne | 2,21             | 122 (2022)                        | 55                 | modifier les données · modifier les données |
| Pioggiola                            | 2B235      | CC de l'Île-Rousse - Balagne | 18,59            | 86 (2022)                         | 4,6                | modifier les données · modifier les données |
| Santa-Reparata-di-Balagna            | 2B316      | CC de l'Île-Rousse - Balagne | 10,16            | 999 (2022)                        | 98                 | modifier les données · modifier les données |
| Speloncato                           | 2B290      | CC de l'Île-Rousse - Balagne | 17,67            | 261 (2022)                        | 15                 | modifier les données · modifier les données |
| Urtaca                               | 2B332      | CC de l'Île-Rousse - Balagne | 31,26            | 259 (2022)                        | 8,3                | modifier les données · modifier les données |
| Vallica                              | 2B339      | CC de l'Île-Rousse - Balagne | 12,07            | 28 (2022)                         | 2,3                | modifier les données · modifier les données |
| Ville-di-Paraso                      | 2B352      | CC de l'Île-Rousse - Balagne | 9,37             | 206 (2022)                        | 22                 | modifier les données · modifier les données |
| Canton de l'Île-Rousse               | 2B15       |                              | 350,65           | 10 479 (2022)                     | 30                 | modifier les données                        |

## Démographie

### Démographie avant 2015
| 1962  | 1968  | 1975  | 1982  | 1990  | 1999  | 2006  | 2011  |
| ----- | ----- | ----- | ----- | ----- | ----- | ----- | ----- |
| 2 861 | 3 286 | 3 730 | 4 474 | 4 751 | 5 743 | 6 333 | 7 426 |

### Démographie depuis 2015
En 2022, le canton comptait 10 479 habitants, en évolution de +5,09 % par rapport à 2016 (Haute-Corse : +5,15 %, France hors Mayotte : +2,11 %).
| 2013   | 2018   | 2022   |
| ------ | ------ | ------ |
| 10 543 | 10 019 | 10 479 |